# Всероссийский праздник воздухоплавания
Всероссийский праздник воздухоплавания (8 сентября — 1 октября 1910 г.) — праздник, проходивший на Комендантском поле в Санкт-Петербурге. Целью проведения было стремление понять перспективы моделей аэропланов, решались также вопросы о закупках и собственном производстве зарождающейся в то время авиации.
В жюри праздника состояли: граф И. В. Стенбок-Фермор, граф А. Н. Ростовцов, В. В. Корн, полк. В. А. Семковский, П. А. Неклюдов, И. П. Шипов, ген.-м. А. М. Кованько, проф. Н. Н. Митинский, князь Б. Б. Голицын и полк. В. Ф. Найденов.